# Joaquín García Roca

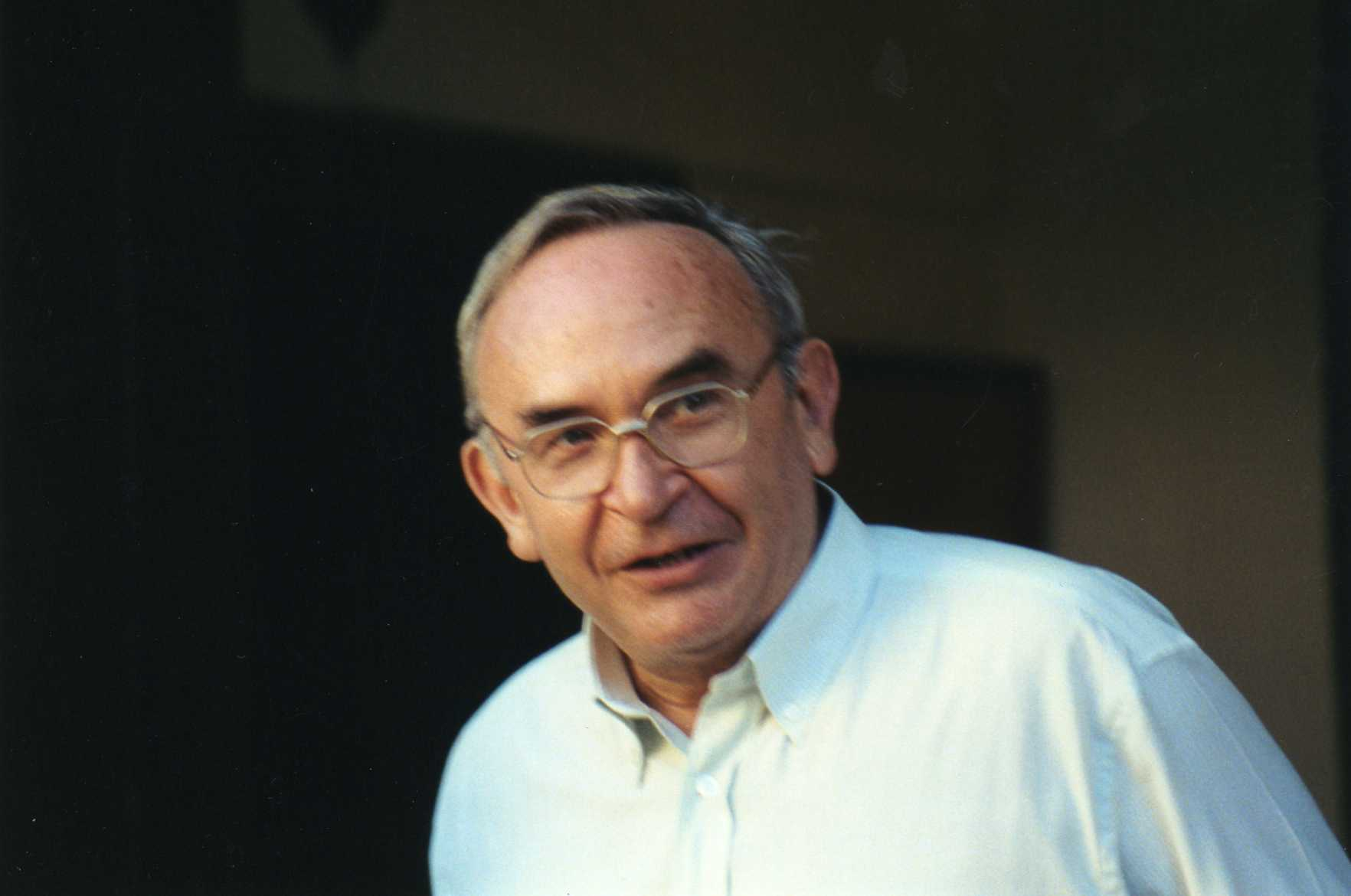
Ximo García Roca

Joaquín García Roca (Ximo)  (Barxeta, 25 de febrero de 1943) es Sociólogo y Teólogo. Profesor de la Universidad de Valencia y doctor honoris causa por la Universidad Bolivariana de Chile. Reconocido en el campo de la solidaridad, el voluntariado, el Tercer Sector, los movimientos sociales, la inmigración y la cooperación internacional al desarrollo.  

## Vida y trayectoria
Tras sus estudios eclesiásticos de filosofía y teología en el Seminario Metropolitano de Valencia se licencia en teología en la Universidad Pontificia de Salamanca y en filosofía en la Universidad autónoma de Barcelona. Amplía estudios en Roma donde se especializa en la Nueva Hermenéutica en la Universidad Pontificia de Santo Tomás de Aquino (doctorándose en filosofia) y en el pensamiento de Dietrich Bonhoeffer en la Universidad Gregoriana haciendo el doctorado en teología De regreso a España crea la escuela de Educadores especializados en Marginación social de la Diputación de Valencia, se incorpora a la Escuela de teología para laicos (Estela) y a la Facultad de Teología y a la Facultad de Ciencias Sociales de la Universitat de València.
Dirige el Colegio Mayor Universitario San Juan de Ribera, de Burjasot, el Colegio San Francisco Javier de Protección de Menores, el Centro de la Misericordia de la Diputación de Valencia, y Colegio Mayor La Coma. Fue Director del Servicio de Protección y Defensa del Menor y director de planificación de servicios sociales en la Generalitat valencia. Dirige el Centro del voluntariado de la Comunidad Valenciana. Director del Curso de Postgrado Interuniversitario de Cooperación al Desarrollo y Director del Centro de Estudios para la Integración Social y Formación de Inmigrantes de la Comunidad Valenciana, CeiMigra.		
Ha promovido Asociaciones de voluntariado en el ámbito de la infancia y de la juventud, de la familia y de la cooperación internacional. 
Fue profesor en los másteres: Cooperación al Desarrollo (Universidad de Valencia-Castellón), Movimientos Migratorios y Codesarrollo (Universidad de Valencia y Comillas), máster de Economía Social (Universidad de Valencia).
Ha dictado cursos en Universidad Centroamericana UCA y Universidad de El Salvador UES, Universidad de Michoacana, León, Guadalajara (México), Universidad de San Luis (Argentina), Universidad Cartagena de Indias (Colombia), Universidad Salesiana (Ecuador), Universidad Bolivariana de Chile y el Instituto de Derechos Humanos (Chile), Participó del Patronato Sud-Nord de la Universidad de Valencia del Patrono de la Fundación del voluntariado y la solidaridad de la Comunidad de Valenciana.Y es promotor y parte del Consejo Asesor de Terra de Acogida. Fundación de la Comunitat Valenciana.
Miembro del Consejo de Dirección de las revistas:
- Iglesia Viva[7]
- Trabajo Social, Universidad Complutense
- Cristianisme i Justícia,[8] Barcelona
- RAIS, Madrid
- Migraciones, Universidad de Comillas
- Polis,[9] Revista de la Universidad Bolivariana de Chile

## Pensamiento

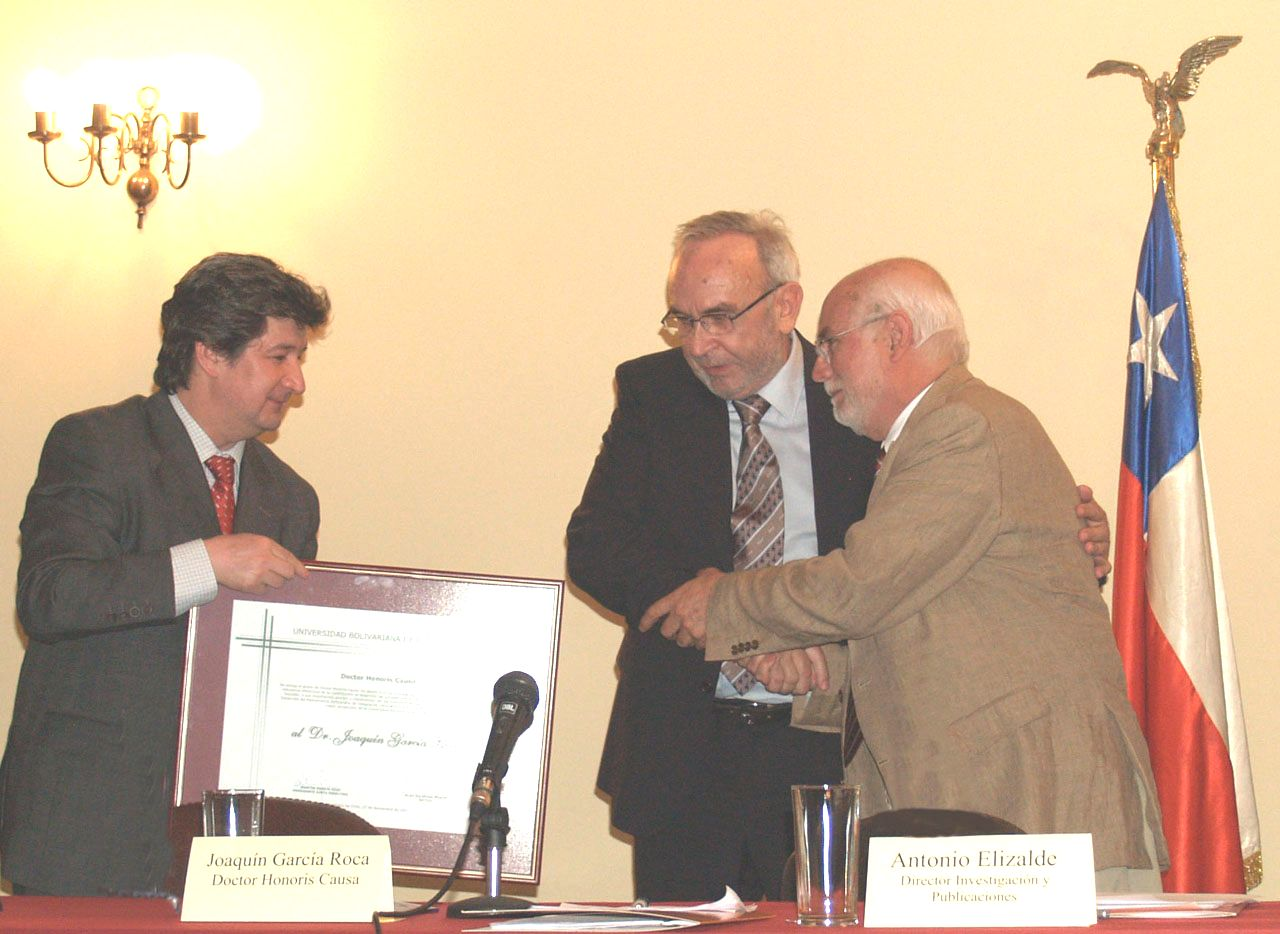
Ximo, recibiendo el honoris causa. UB Chile

El pensamiento de Joaquín García Roca se desarrolla en tres grandes bloques: Primero, en Sociología, se ha interesado por la sociología de la marginación, la exclusión social y la solidaridad. Por elaborar el marco de intervención en la pobreza, las formas de vida, la juventud y las rentas básicas, las políticas sociales ante la exclusión y el estado de bienestar. En el ámbito de la sociología de las inmigraciones se ha ocupado de la sociedad multicultural y plurirreligiosa, la diversidad y el codesarrollo. En el ámbito de la sociología de la globalización, se ha ocupado de la ciudadanía, la política y los derechos humanos. En el ámbito de la sociología de la cultura, se ha interesado por los cambios sociales y el trabajo social en la era de la incertidumbre y la ética de las profesiones sociales y el diálogo con el agnosticismo. Segundo, en Teología Destacan sus aportaciones sobre el magisterio y la crítica ideológica, el laicismo, la secularización y la presencia de los cristianos en la sociedad. Y por último, en Pedagogía sus aportaciones giran en torno al fracaso escolar, la educación social, la reforma educativa, la pedagogía de la marginación, el voluntariado, la ética de la cooperación, la reinvención de la solidaridad y la pedagogía del don.

## Obra

### Propias
- La ontología hermenéutica de GADAMER, Tesis Doctoral de Filosofía. Publicada en Anales Valentinos (extracto), 1975.
- Estructura y organización. Servicios Sociales en el País Valenciano, Diputación Provincial de Valencia, Valencia, 1983.
- Cristianismo y Marginación Social, Cáritas, Bilbao, 1987.
- García Roca, Joaquín (1989). Dimensión pública de la fe. Santander: Sal Terrae. OCLC 33193663.
- García Roca, Joaquín (1990). El Dios de la fraternidad. Santander: Sal Terrae. OCLC 33194082.
- El cristianismo ¿Una utopía ética inalcanzable? Ediciones SM, Madrid, 1991.
- Pedagogía de la Marginación, Editorial Popular, Madrid, 1991.
- García Roca, Joaquín (1992). Público y privado en la acción social : del estado de bienestar al estado social. Madrid: Editorial Popular. OCLC 30067415.
- García Roca, Joaquín (1994). Solidaridad y voluntariado. Santander: Sal Terrae. OCLC 33440408.
- La galàxia dels joves: símptomes, oportunitats, eclipsis. Cristianisme i Justícia, 1994.  84-88341-50-4
- Las constelaciones de los jóvenes. Síntomas, oportunidades, eclipses. En Cuadernos N.º 62. Cristianisme i Justicia, Barcelona, 1994.
- García Roca, Joaquín (1995). Constelaciones de los jóvenes ; síntomas, oportunidades, eclipses. Lima: CEP. OCLC 40103623.
- El voluntariado como recurso, Premio Investigación Bancaixa, Valencia, 1994.
- García Roca, Joaquín (1995). Contra la exclusión : responsabilidad pública e iniciativa social. Maliaño: Sal Terrae. OCLC 432630104.
- Creciendo en solidaridad con los empobrecidos, Canarias, 1996.
- García Roca, Joaquín (2006). Exclusión social y cristianismo : tercer Foro Religioso Popular 21, 22 y 23 de abril de 1995, Vitoria-Gasteiz. Madrid: Nueva Utopía. OCLC 702715022.
- García Roca, Joaquín (1994). Exclusión social y contracultura de la solidaridad: prácticas, discursos y narraciones. Madrid: Ediciones HOAC. OCLC 38896331.
- La educación en el cambio de milenio: retos y oportunidades desde la tradición cristiana, Editorial Sal Terrae, Santander, 1998.
- A educaçâo cristâ no terceiro milenio. O que é, como se faz. (Trad. Clair Rivero, G.) Ediçôes Loyola, Sâo Paulo, Brasil, 1999.
- Imaginario Social de los Jóvenes. Encuentros, Casa de la Juventud. Lima, Perú, 2000.
- Caminar juntos con humildad. Acción colectiva, relaciones sinérgicas y redes solidarias. Pensamiento en Acción. Cáritas Españolas, Madrid.
- Escuela solidaria, espacio popular, Editorial CCS. Madrid, 2001.
- García Roca, Joaquín (2001). En tránsito hacia los últimos : crítica política del voluntariado. Santander: Sal Terrae. OCLC 49758818.
- García Roca, Joaquín (2004). Políticas y programas de participación social. Madrid: Síntesis. OCLC 63807107.
- García Roca, Joaquín (2004). Convocatoria de Dios y nuevos valores. Lima: CEP. OCLC 318440870.
- El mito de la seguridad, PPC Editorial, Madrid, 2006.
- La búsqueda de Dios desde los Exilios. Editorial Universidad Bolivariana, Santiago de Chile, Chile, 2007.
- García Roca, Joaquín (2007). Educación para la ciudadanía. Barcelona: Cristianisme i Justicia. OCLC 880824141.
- Espiritualidad para voluntarios. Hacia una mística de la solidaridad. PPC Editorial, Madrid, 2011.
- García Roca, Joaquín (2012). Reinvención de la exclusión social en tiempos de crisis. Madrid: FOESSA. OCLC 856592619.
- García Roca, Joaquín (2013). Recrear la solidaridad en tiempos de mundialización. Ciudadanía, vecindad y fraternidad. Guadalajara: Instituto Tecnológico y de Estudios Superiores de Occidente. OCLC 879645883.
- Espacios para la esperanza. Cáritas, Madrid, 2014.
- Orar en el corazón del mundo. Joaquín García Roca, Mª Rita Martín Artacho (dir.) Universidad de la Mística - CITeS, 2015.  978-84-617-3653-9
- Nuevas condiciones culturales: impacto en la evangelización. Desclée de Brouwer, IDTP Instituto Diocesano de Teología y Pastoral, Bilbao, 2014.
- Cristianismo. Nuevos horizontes. Viejas fronteras. Diálogo, Valencia, 2016
- Turbulencias, mudanzas, equipajes. Rutas no navegadas. Atrio, Valencia 2017. Tirant lo Blanch, 2019.  978-84-17973-34-6
- Supervivientes. Tiempo de reconstrucción. Atrio, Valencia, 2021
- Trazos del vivir. Mientras vamos de camino. Conversaciones con Joaquín García Roca. Atrio, Valencia, 2023

### De conjunto
- García Roca, J., Pérez Esparcia, J., y Romero González, J. Desigualdades y nueva pobreza en el mundo desarrollado, Editorial Síntesis, Barcelona, 1992.
- Crisis industrial y la cultura de la solidaridad. coord. por Demetrio Velasco Criado; Antxon Pérez Calleja (aut.), Francisco Javier Fernández Buey (aut.), Joaquín García Roca (aut.) Desclée de Brouwer, 1995.  84-330-1076-X
- Estellés Cortés, A.; García Roca, J.; Mondaza Canal, G. El acogimiento familiar en la Comunidad Valenciana. Valencia, 1999.
- Fernández Buey, F. J., García Roca, J., y Pérez Calleja, A. Crisis industrial y la Cultura de la Solidaridad, Desclée de Brouwer, Bilbao, * García Roca, J.; Comes Ballester, J. A. El Voluntariado como recurso social, Fundación Bancaja, Valencia, 1995.
- García Roca, J.; Mondaza Canal, G. Jóvenes, universidad y compromiso social Una experiencia de inserción comunitaria. Narcea, Madrid, 2002.[10]
- García Roca, J., y Rovira Ortiz, A. S. Paisaje después de la catástrofe. Códigos de la esperanza. Editorial Sal Terrae, Santander, 2003.[11]
- García Roca, J., Mondaza Canal, G., y Torregrosa Sarrión, R. Cooperación, migraciones y codesarrollo. Fundación CeiM, Valencia, 2006.
- La inmigración en la sociedad española: una radiografía multidisciplinar. Coord. por Joaquín García Roca, Joan Lacomba Vázquez Bellaterra, 2008.  978-84-7290-407-1
- García Roca, J.; Torregrosa Sarrión, R. Jóvenes en la era de las migraciones. Una experiencia de liderazgos comunitarios. Khaf, Madrid, 2010.
- Brújulas de lo social. Conversaciones con Joaquín García Roca (homenaje). Coord. Gramage, P./Roselló, I/Barrós, A. Madrid, Ediciones Khaf, 2013.
- Aranguren Gonzalo, L. A./García Roca, J./Javier Vitoria, F. Indignación. Caminos de transgresión y esperanza. PPC Editorial, Madrid, 2014.
- Azagra Ros, J/García Roca/J. La sociedad inclusiva. Entre el realismo y la audacia. PPC editorial, Madrid, 2015.
- Barreto, D./García Roca, J. (Coord.) Otra Europa es necesaria. Iglesia Viva N.º 273 (1.er trimestre)
- Sentires emergentes y fe. Joaquín García Roca (aut.), Pedro Rodríguez Panizo (aut.), Luis Alfonso Aranguren Gonzalo (aut.), Silvia Martínez Cano (aut.), María José Torres Pérez (aut.), Neus Forcano i Aparicio (aut.), Jaime Tatay Nieto (aut.), José Manuel Andueza Soteras (aut.), Emma Martínez Ocaña (aut.) 2019